# Markuskirche (Stadtfeld)
Die Markuskirche ist eine evangelische Kirche im Stadtteil Stadtfeld West von Magdeburg. Sie steht in der Heinrich-Zille-Straße am Rande zur Großen Diesdorfer Straße. Entstanden ist sie 1979 in einem Kirchenbauprogramm in der DDR.

## Geschichte und Bauwerk
Die evangelische Markusgemeinde wurde 1957 gegründet. Bis dahin gehörte „Stadtfeld-West“, ab etwa 1900 und dann vor allem in den 1920er Jahren zwischen Magdeburg-Stadtfeld und Diesdorf herangewachsen, zur Gemeinde der Pauluskirche in der Goethestraße.
Gottesdienste fanden zunächst in der Kapelle des 1898 eingeweihten Westfriedhofs statt. Mehrfach wurde der Bau einer evangelischen Kirche im neuen Stadtteil projektiert. 1956, drei Jahre nach dem Kauf des Grundstücks am Schroteanger, gab es seitens des Kirchenkreises einen Architekturwettbewerb für ein Gemeindezentrum „Paulus-West“. Jedoch wurde neben einer ersten, 1956 errichteten Baracke („Haus Emmaus“), 1958 lediglich eine zweite Baracke als Kirchsaal errichtet.
Erst 1974 wurde im Rahmen eines Sonderbauprogramms des Bundes der Kirchen in der DDR, ausgehandelt mit der DDR-Regierung und finanziert mit stattlichen D-Mark-Beträgen von den westdeutschen Landeskirchen, der Bau der heutigen Markuskirche beschlossen. Die Baugenehmigung wurde nach langwierigen Abstimmungen von den staatlichen Stellen am 23. Mai 1977 erteilt. Grundsteinlegung war am 23. Oktober 1977, den Bau betreute der Magdeburger Architekt und Kirchenbaurat Michael Sußmann in Zusammenarbeit mit dem Architekten Otto Albrecht. Bischof Werner Krusche weihte am 9. September 1979 die Markuskirche ein.
Der Zuschnitt des Bauplatzes erforderte die Bau-Ausrichtung in Nord-Süd-Richtung. Es entstanden der große, längsrechteckige Kirchsaal mit Parkettboden, umlaufendem Stahlbetonanker, asymmetrisch angelegter Holzdecke sowie einer raumhohen vertikalen Lichtfalte rechts hinter dem Altar, zwei Gruppenräume und eine Küche.
Seit 2002 bildet die Markusgemeinde gemeinsam mit der Diesdorfer Gemeinde St. Eustachius und Agathe das evangelische Kirchspiel Stadtfeld-Diesdorf. Die Heizungsanlage und alle Fenster sind modernisiert. Dabei wurde die Bleiverglasung des Kirchsaals 2005 in neue Fenster integriert.
Rechts hinter dem Altar steht ein fast raumhohes Kreuz von 1979 aus Walzstahl. Es schuf der Metallkünstler Wilfried Heider aus Magdeburg, der zur Gemeinde gehörte; finanziert hat es ein privater Spender. Heider bezog sein Kunstwerk auf die Bibelstellen Heb 12,22  und Offb 21,2. 10 .
Das asymmetrische Kreuz symbolisiert christliche Hoffnung und das ewige Leben. Der längere, rechte Balken weist wie mit ausgestreckter, nach oben geöffneter Hand auf die dahinter befindliche Lichtfalte hin und damit auch auf das Jesuswort Ich bin das Licht der Welt (Joh 8,12 ). Heider schuf auch den Schriftzug „Markusgemeinde“, den „Markus-Löwen“ im Norden sowie ein Kreuz über der Lichtfalte im Süden; ebenso die runden Türklinken an den Eingängen sowie die Leuchten auf dem Freigelände.

## Orgel
Die Orgel der Markuskirche steht mitten im Kirchsaal. Sie schuf Magdeburgs Orgelbaufirma Gerhard Kühn. Der Auftrag wurde im Juli 1980 erteilt. Der Prospektentwurf, der die asymmetrische Formgebung des Kirchsaals aufnimmt, stammt vom Maler und Grafiker Dietrich Fröhner, der auch zur Gemeinde gehörte. Die 1984 geweihte Orgel hat zwei Manuale, Pedal, fünfzehn Register und 978 Pfeifen. 2006 wurde das Instrument von W. Sauer Orgelbau Frankfurt (Oder) generalüberholt.

## Glockenturm
Über Jahrzehnte musste die Kirchgemeinde ohne Glockenturm auskommen: Zur DDR-Zeit hatte ein solcher Turm nicht errichtet werden dürfen, da das Gebäude laut der staatlichen Behörden von außen möglichst nicht als Kirche erkennbar sein sollte. Den Entwurf schuf der Architekt Karsten Liebner aus Magdeburg. Nach jahrelangen Anstrengungen wurde der Glockenturm neben der Markuskirche am 26. November 2022 feierlich eingeweiht.
Der Glockenturm steht auf vier tragenden, nahezu weißen Säulen, ähnlich der vier Evangelien als „tragende Säulen“ des Neuen Testaments. Die Säule des Markus ist eng mit dem Turmkreuz eng verbunden und etwas größer. Zwischen den vier Säulen befindet sich die Glockenstube. Sie ist mit Schall-Lamellen verkleidet, die den Klang gleichmäßig in alle Himmelsrichtungen verteilen. Die Kosten für den Glockenturm betrugen 320.000 Euro.

## Geläut
Im Glockenturm sind zwei Glocken übereinander angebracht. Auf dem Schlagring beider Glocken steht „Markuskirche 2020“ – das Jahr, für das der Glockenguss ursprünglich geplant war.
Die größere Glocke hat einen unteren Durchmesser von 83 Zentimeter sowie den Schlagton h¹ und heißt Erlöserglocke. Auf ihr zu sehen ist ein Löwe als Symbol des Evangelisten Markus, den Löwen-Entwurf schuf Wilfried Heider in Verbindung mit dem Kreuz der Markuskirche. Sie trägt den Schriftzug „Geh hin in Frieden!“ Mk 5,34 .
Die kleinere Glocke hat einen unteren Durchmesser von 70 Zentimeter sowie den Schlagton d² und heißt Schöpferglocke. Auf ihr zu sehen ist ein aufgeschlagenes Buch, das die Bibel darstellt.